# 2N2222

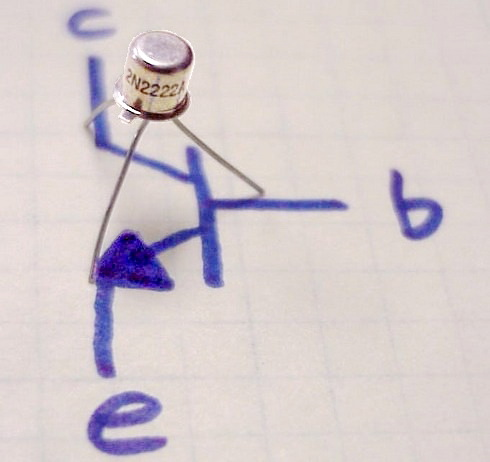
Transistor 2N2222A (package TO-18) con l'emettitore, base e collettore identificati rispettivamente come E, B, e C

La sigla 2N2222 indica un transistor NPN progettato per applicazioni di amplificazione a bassa potenza o switching. È stato originariamente realizzato in package TO-18 come mostrato nell'immagine, e successivamente in package TO-92, e anche in versione SMD (SOT-23-3 e similari), ed è considerato un transistor molto comune.
Le caratteristiche elettriche di base sono:
- Vcbo = 60 V
- Vceo = 30 V
- Vebo = 5 V
- Ic =  0,8 A
- Ptot = 0,5 W